# Аріснойдіс Деспан
Аріснойдіс Деспан (ісп. Arisnoidys Despaigne; 1986, Сантьяго-де-Куба) — кубинський боксер напівсередньої ваги, призер чемпіонату світу серед аматорів.

## Аматорська кар'єра
Аріснойдіс Деспан займався боксом змалку, але значних успіхів не мав. Лише 2009 року він став чемпіоном Куби, і його стали залучати до виступів за національну збірну.
На чемпіонаті світу 2013 він досяг найбільшого успіху в кар'єрі, завоювавши срібну медаль.
- В 1/32 переміг Хуршида Норматова (Узбекистан) — 2-1
- В 1/16 переміг Ільяма Аббаді (Алжир) — 3-0
- В 1/8 переміг Кустіо Клейтона (Канада) — 3-0
- В 1/4 переміг Арама Амірханяна (Вірменія) — 3-0
- В півфіналі переміг Габріеля Маестре (Венесуела) — 3-0
- У фіналі програв Даніяру Єлеусінову (Казахстан) — 0-3